# Velibaba (Pendik)
Velibaba est un quartier du district de Pendik de la métropole d'Istanbul.